# Narciso Blanch e Illa
Narciso Blanch e Illa (1827-1874) fue un cronista, escritor, historiador y periodista español.

## Biografía
Nacido en 1827 en Gerona, estudió en la Universidad de Barcelona, donde obtuvo el título de bachiller en filosofía y siguió la carrera de jurisprudencia. Fue redactor de los periódicos El Constitucional y El Ancora de Barcelona, así como de la Primavera y El Gerundense, publicados en Gerona.
Fue autor de estudios históricos y literarios y publicó algunas obras y folletos. En 1852 se dictó una real orden, por el Ministerio de Fomento, dando las gracias a Narciso Blanch y a Fermín González en nombre de Isabel II por el himno que escribieron con motivo del natalicio de la princesa de Asturias. Fue cronista de la ciudad de Gerona (1864), socio de la Reunión literaria y miembro correspondiente de la Real Academia de Buenas Letras de Barcelona y de la Económica matritense.
En vísperas de la revolución de 1868 se adhirió al carlismo y durante el Sexenio Revolucionario fue redactor del periódico gerundense El Norte, defensor de esta causa. Publicó en 1869 una extensa poesía titulada La Margarita y en 1870 un folleto con el nombre de Fueros de Cataluña. Fue asimismo secretario de la Junta Carlista del distrito de Gerona. Sus principios monárquico-religiosos quedaron también reflejados en novelas como Doce años de regencia: crónica del siglo XV (1863). Dirigió también el semanario La Liga Religiosa.
Falleció sumido en la indigencia el 26 de septiembre de 1874 en su ciudad natal, según Antonio Elías de Molins, o en Olot, según Montserrat Ribao Pereira. De acuerdo al relato de Elías de Molins, cuando la asociación literaria de Gerona acordó depositar una corona de siemprevivas sobre la tumba de Blanch, no habría podido llevarlo a cabo, por haber sido trasladados los restos de este a la fosa común.

## Obras
- Vergel poético (1850), Barcelona.[2]
- Horas de solas (1850).[2]
- Gerona histórica y monumental (1853).[2]
- Flaquezas del alma, dr. (1857).[2]
- Doce años de regencia, crónica del siglo xv (1863, 1864).[2]
- El lazo verde (1863).[2]
- Crónica de la provincia de Albacete (1866), Madrid: Editores, Rondi y Compañía.
- Crónica de la provincia de Gerona (1867), Madrid: Rubio y Compañía.
- Un día de borrasca, dr. (1868).[2]
- Fueros de Cataluña (1870)
- Obispo y mártir (1872), novela.[2]
- El ángel del claustro (1872), novela.[2]